# Egzonukleazy

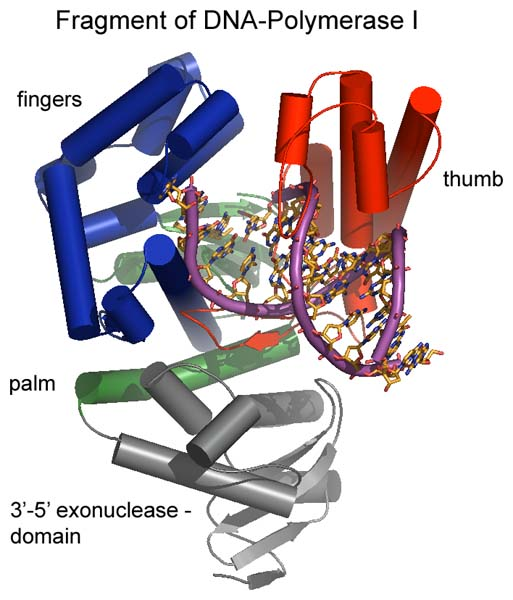
Model fragmentu polimerazy I z domeną o aktywności egzonukleazy 3'→5'

Egzonukleazy – enzymy należące do grupy esteraz (jednej z klas hydrolaz), które, działając na jedno- lub dwuniciowe DNA i RNA, powodują odłączenie nukleotydów od końców ich łańcuchów.

## Podział
Ze względu na kierunek trawienia nici kwasu nukleinowego wyróżnia się:
- egzonukleazy 5'→3', np. egzonukleaza z jadu węża (SVPD, z ang. snake venom phosphodiesterase, EC 3.1.15.1)[2]
- egzonukleazy 3'→5', np. egzonukleaza ze śledziony (EC 3.1.15.2)[3].

Ze względu na typ degradowanego kwasu nukleinowego wyróżnia się:
- egzorybonukleazy – nukleazy RNA[4], np.:
  - egzorybonukleaza II (EC 3.1.13.1) – egzorybonukleaza typu 3'→5' wytwarzająca 5'-nukleotydy; hydrolizuje mRNA oraz inne jedno- i dwuniciowe RNA; występuje w organizmach wszystkich domen, bierze udział w dojrzewaniu tRNA[5]
  - egzorybonukleaza H[a] (EC 3.1.13.2) – egzorybonukleaza typu 3'→5' wytwarzająca 5'-nukleotydy i oligonukleotydy oraz 5'-deoksynukleotydy i oligodeoksynukleotydy; hydrolizuje hybrydy DNA-RNA; występuje u wirusów i organizmów komórkowych[7]
  - oligonukleotydaza (EC 3.1.13.3) – egzorybonukleaza hydrolizująca oligorybonukleotydy z wytworzeniem 5'-nukleotydów; występuje u bakterii i eukariontów[8]
  - rybonukleaza specyficzna dla poli(A) (EC 3.1.13.4) – egzorybonukleaza hydrolizująca sekwencje poli(A) z wytworzeniem AMP; występuje u bakterii i eukariontów[9]
  - rybonukleaza D (EC 3.1.13.5) – egzorybonukleaza  typu 3'→5' wytwarzająca 5'-nukleotydy; odcina nadmiarowe nukleotydy z tRNA; występuje u bakterii i eukariontów[10]
  - 5'-3' egzorybonukleaza (EC 3.1.13.B1) – egzorybonukleaza  typu 5'→3' wytwarzająca 5'-nukleotydy; pełni istotną rolę w obrocie mRNA; występuje u wirusów i organizmów komórkowych[11]

- egzodeoksyrybonukleazy – nukleazy DNA, np.:
  - egzodeoksyrybonukleaza I (EC 3.1.11.1) – egzodeoksyrybonukleaza typu 3'→5' wytwarzająca 5'-deoksynukleotydy; hydrolizuje jedno- i dwuniciowe DNA; występuje w organizmach wszystkich domen, wykazuje dużą zachowawczość sekwencji od drożdży do człowieka; ludzka egzodeoksyrybonukleaza I pełni ważną rolę w naprawie DNA i procesie rekombinacji[12]
  - egzodeoksyrybonukleaza III (EC 3.1.11.2) – egzodeoksyrybonukleaza typu 3'→5' wytwarzająca 5'-deoksynukleotydy; hydrolizuje dwuniciowe DNA; występuje w organizmach wszystkich domen[13]
  - egzodeoksyrybonukleaza indukowana bakteriofagiem lambda (EC 3.1.11.3) – egzodeoksyrybonukleaza typu 3'→5' wytwarzająca 5'-deoksynukleotydy; jest niezależna od ATP, a zależna od jonów Mg2+
; wiąże się do dwuniciowego DNA, trawiąc koniec 5' z wytworzeniem długich jednoniciowych ogonów DNA; wytwarzana przez fagi λ i T7[14]
  - egzodeoksyrybonukleaza indukowana bakteriofagiem SP3 (EC 3.1.11.4) – egzodeoksyrybonukleaza typu 3'→5'; hydrolizuje jednoniciowe DNA z wytworzeniem di(deoksynukleotydów) z grupą fosforanową na końcu 5'; wytwarzana przez fagi SP3[15]
  - egzodeoksyrybonukleaza V (EC 3.1.11.5) – egzodeoksyrybonukleaza działająca w kierunku zarówno 5'→3', jak i 3'→5'; jest zależna od ATP; wytwarza deoksynukleotydy i oligodeoksynukleotydy z grupą fosforanową na końcu 5'; hydrolizuje jedno- i dwuniciowe DNA; występuje w organizmach wszystkich domen[16]
  - egzodeoksyrybonukleaza VII (EC 3.1.11.6) – egzodeoksyrybonukleaza działająca w kierunku zarówno 5'→3', jak i 3'→5'; wytwarza 5'-deoksynukleotydy; hydrolizuje jednoniciowe DNA; występuje u wirusów i organizmów komórkowych[17]
  - 5'→3' egzodeoksyrybonukleaza (wytwarzająca 3'-fosforany nukleozydów) (EC 3.1.12.1) – egzodeoksyrybonukleaza działająca w kierunku 5'→3'; wytwarza 3'-deoksynukleotydy; hydrolizuje jednoniciowe DNA; występuje u wirusów i organizmów komórkowych[18].

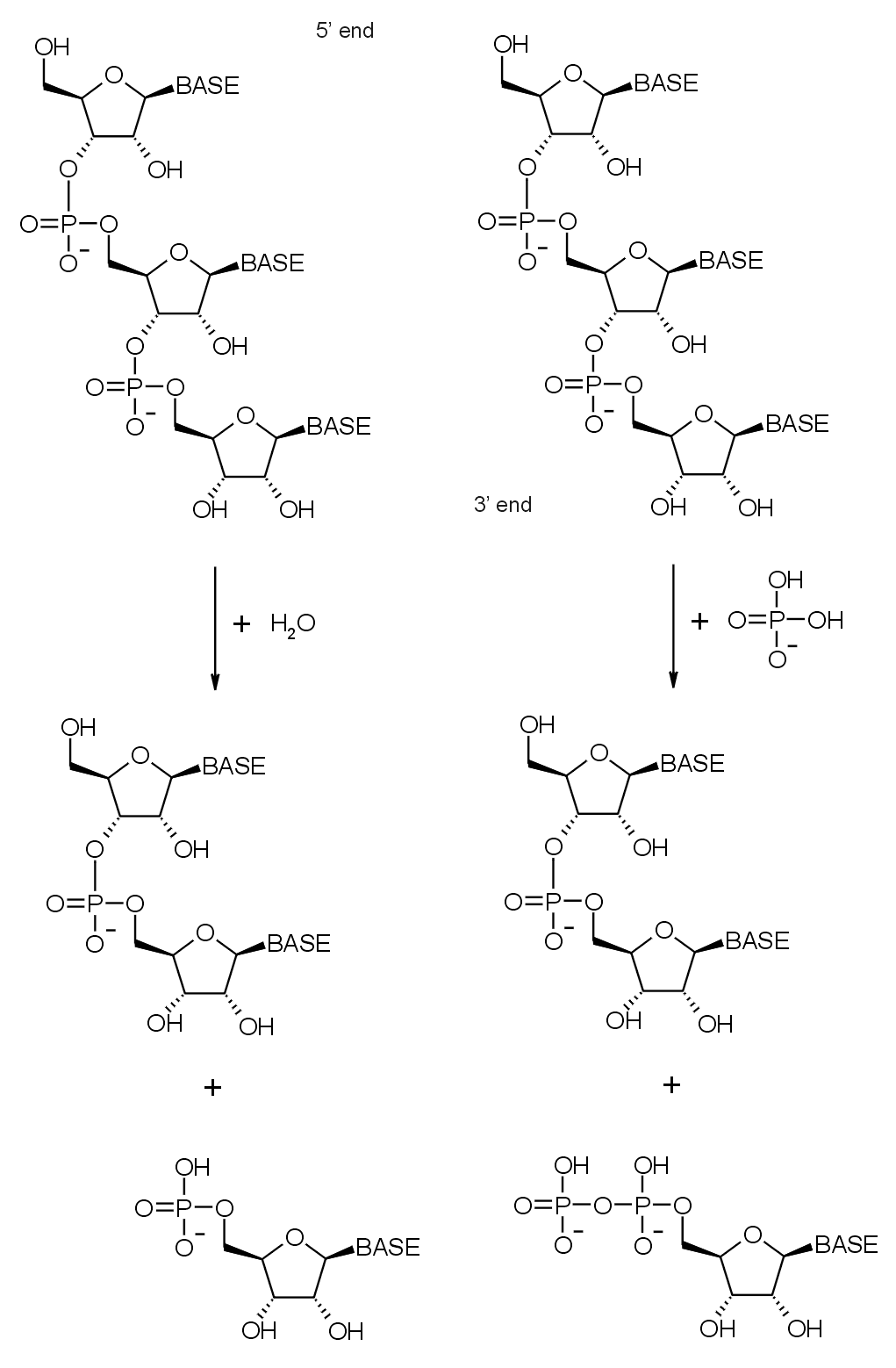
Porównanie mechanizmy działania egzonukleaz 3'→5' typu hydrolaz (po lewej) i nukleotydylotransferaz (po prawej)

Niektóre egzonukleazy są zdolne do trawienia zarówno DNA, jak i RNA, np. egzonukleaza z jadu węża (SVPD, z ang. snake venom phosphodiesterase, EC 3.1.15.1) lub egzonukleaza ze śledziony (EC 3.1.15.2).

## Polimerazy o aktywności egzonukleaz
Aktywność egzonukleaz wykazują niektóre polimerazy. Przykładowo, polimeraza DNA z faga T4 wykazuje niezwykle silną aktywność egzonukleazy 3'→5', natomiast polimeraza DNA I z E. coli jest równocześnie egzonukleazą 5'→3' i egzonukleazą 3'→5', a wyizolowany z niej fragment Klenowa jest polimerazą i egzonukleazą 3'→5'.
Aktywność egzonukleazy 3'→5' bakteryjnych polimeraz DNA pełni funkcje naprawcze, korygując błędy powstające podczas replikacji. Cecha ta nosi nazwę aktywności korekcyjnej polimerazy DNA.

## Zabezpieczenie RNA przed trawieniem
RNA trawiony jest przez egzorybonukleazy. Aby możliwa była efektywna translacja, mRNA chroniony jest na końcu 5' przed egzonukleazami 5'→3' za pomocą tzw. czapeczki, a na końcu 3' przed egzonukleazami 3'→5' za pomocą sekwencji poliA.

## Nukleotydylotransferazy
Egzonukleazami określane są też niektóre nukleotydylotransferazy, których działanie polega na odcinaniu końcowego nukleotydu kwasu nukleinowego z wykorzystaniem ataku nie cząsteczki wody (jak robią to hydrolazy), lecz anionu fosforanowego. Aktywność taką wykazuje np. rybonukleaza PH (nukleotydylotransferaza tRNA, EC 2.7.7.56) i PNPaza (nukleotydylotransferaza polirybonukleotydowa; EC 2.7.7.8). Produktami ich działania są skrócone kwasy nukleinowe i difosforany nukleozydów (NDP, z ang. nucleoside diphosphate).